# ドラゴンボールZ 激突!!100億パワーの戦士たち
『ドラゴンボールZ 激突!!100億パワーの戦士たち』（ドラゴンボールゼット げきとつ!!ひゃくおくパワーのせんしたち）は、1992年3月7日に公開された『ドラゴンボール』シリーズの劇場公開作第9弾である。監督は西尾大介。
キャッチコピーは「どんなヤツでも相手になるぜ!!全開パワーの最終決戦（ファイナルバトル）!」。
春休みの東映アニメフェアの1作品として上映された。同時上映作は『ドラゴンクエスト ダイの大冒険 起ちあがれ!!アバンの使徒』『まじかる☆タルるートくん すき・すき♡タコ焼きっ!』。

## 解説
邦画配給収入16億円、観客動員数330万人。1996年初頭時点におけるビデオ販売本数は4万2千本。また、1993年10月13日に『ドラゴンボールZスペシャル』として放送され、視聴率24.1%を記録した。
『ドラゴンボール大全集』には「悟空のマークなしの道着、神がデンデ、ベジータの超サイヤ人化などから、セルゲーム開幕宣言からセルゲーム開幕までの事件と推測できる」と書かれている。劇場版『ドラゴンボールZ』としては前作の続編となっている。
本作は、ベジータの映画初出演作である。なお、本作の公開時点では原作でもデンデは神になっていなかった。この描写について脚本家の小山高生は、鳥山明の担当編集者のアドバイスによるものだと述べている。本作以降『ドラゴンボール』の劇場版は、それまでの悟空VSボスキャラクターという形態から、チーム戦を主体とした描写が多くなる。

## あらすじ
デンデが地球の神となり、その後も新ナメック星では平穏な日々が続いていた。しかしある時、宇宙の彼方から飛来したマシン惑星・ビッグゲテスターが新ナメック星を覆ってしまう。新ナメック星からの危機を知らされたデンデは悟空たちに救援を要請。悟空、悟飯、クリリン、ピッコロ、亀仙人、ウーロン、ヤジロベーが宇宙船で新ナメック星へ向かうが、そこに現れたのは、かつて悟空が倒したはずのフリーザの兄・クウラだった。
死んだと思われていたクウラは、脳だけで宇宙を漂っていたが、運良くビッグゲテスターに流れ着き、そのメインコンピューターと融合。新ナメック星を侵略するために覆い尽くしていたのである。そして、悟空とクウラの因縁の対決が再び始まった。

## 舞台
もう一つの舞台であり原作などにも登場する新ナメック星については、ナメック星を参照。
ビッグゲテスター
惑星に寄生し、その星のエネルギーを吸い尽くす巨大マシン惑星。普段は巨大な球体型をしているが、惑星に寄生する際はアメーバのように広がる。
昔、捨てられた宇宙船や人工衛星が漂流している「宇宙の墓場」と呼ばれる場所にあった1つのコンピューターチップが、自らの能力で周囲の物を取り込み、そのエネルギーを吸収することで長い時間をかけ増殖、肥大化して機械惑星になり、さらにビッグゲテスターのメインコンピューターと漂着してきたクウラの脳が融合し、星の核「メタルクウラ・コア」になった。
何本もの巨大な触手をアメーバのように伸ばし、ナメック星に取り付いて星のエネルギーを吸収していき、捕らえた悟空とベジータからは身体に貼り付けた無数の金属の配線から超サイヤ人の生命エネルギーを吸収、ナメック星をさらに喰らい尽くそうとしたが、悟空とベジータからクウラの予想を上回る生命エネルギーをさらに流し込まれたことでオーバーヒートを起こし、惑星内部が次々と爆発、制御が効かなくなりナメック星を離れ、メタルクウラ・コアが悟空に倒されると同時に惑星も爆発して消失した。地球への帰還の折に、件のコンピューターチップらしきものを、宇宙ポッドの中でベジータが握り潰している。
名前の由来は「でっかいゲテモノの星」から。

## 登場人物

### レギュラーキャラクター
- 孫悟空、孫悟飯 - 野沢雅子
- ピッコロ - 古川登志夫
- クリリン、ヤジロベー[10] - 田中真弓
- ベジータ - 堀川亮
- 亀仙人 - 宮内幸平
- ウーロン - 龍田直樹
- デンデ - 鈴木富子
- ミスター・ポポ - 西尾徳
- ムーリ - あずさ欣平
- ナレーター - 八奈見乗児

### 敵キャラクター
メタルクウラ
声 - 中尾隆聖
前作で悟空によって倒されたクウラの脳が、自分の肉体をサイボーグとして再生した姿。金属質のボディは銀色の光沢を放っている。実際にはクウラ本体ではなく、量産された一体に過ぎない。
悟空と同様の瞬間移動や、敵をキャッチするセンサー、多少破壊されても瞬時に自己修復する機能を持っており、修復するときメインコンピューターにより弱点を改良されて補強、より強化される。
最初の一体が超サイヤ人化した悟空と互角の戦いを演じ、悟空によって左腕を破壊されるもすぐに修復、さらに強化されたことにより逆に悟空を追い詰め、その後救援に現れたベジータをも圧倒する力を見せつけた。「倒すには完全に破壊するしかない」と踏んだ2人の決死の突撃を受け大破、再生を図るが続けざまに放たれた気功波によって完全に破壊されるが、直後に数百体のメタルクウラの大群が出現、消耗しきった悟空とベジータを苦も無く捕らえた。その後、救援に駆け付けたピッコロをも追い詰めたが、超サイヤ人の生命エネルギーが逆流してオーバーヒートを起こし、制御を失って自爆した。
名前はボディが金属でできていることからつけられた。作画では鉄のオブジェを参考にしながら、ハイライトや映り込みなど、全て手作業で描かれた。
「メタル・クウラ」とも表記されている。当初は「サイボーグ・クウラ」と紹介されたこともある。
メタルクウラ・コア
クウラの脳とビッグゲテスター内部のメインコンピューターが融合した惑星のコア。クウラの意思に支配されており、メタルクウラを作り上げた。クウラ自身の元の肉体は脳しか残っておらず、それ以外は機械で構成されている。他のメタルクウラは全てコアから遠隔操作されているため、コアが何らかのダメージを受けると、ロボット兵やメタルクウラも活動を停止し自爆する。
コア自体はクウラの頭部のみで、ビッグゲテスター中心部のドーム内に固定されている。緊急時は、頭部にメインコンピューターのコード類や機械パーツが絡まり集積し、機械製の巨大な身体を形成して戦闘形態となることが可能。機械化以前の姿を模した量産されているメタルクウラとは形状が異なり、身体の線が太いマッシブな姿で尻尾が付いていない。
悟空とベジータを捕らえて生命エネルギーを吸い取り、「これからはメタル超サイヤ人を何万人と持つこともできる」と喜ぶも、生命エネルギーを2人から容量を超えて流しこまれたことでオーバーヒートを起こす。その影響で至る所でビッグゲテスターが爆発、他の大量のメタルクウラも制御を失って自爆した上、捕らえた悟飯やナメック星人たちは脱出、ビッグゲテスターもナメック星から離れてしまう。
残った悟空とベジータに戦闘形態となってコア自らが襲い掛かり、悟空を殴りつけ右腕のコードで絞め殺そうとするが、ベジータの気円斬で右腕を切断され、その隙を突いた悟空に残る力を凝縮した気功弾を撃ち込まれ完全に消滅した。
『DRAGON BALL大全集6』ではメタルクウラのコアと表記されている。
戦闘ロボット / ロボット兵
声 - 荒井聡太（ゲーム『ドラゴンボールヒーローズ』）
ビッグゲテスターのメインコンピューターの命令で動く戦闘ロボット。数が多く、腕部には捕獲用の網やマシンガン、強力な光弾砲を搭載したアームを装備している。腕の中にはケーブルが格納されており、アームを伸ばす機能も持つ他、捕らえた敵の眼前で射撃をおこなうこともできる。装甲は気を一点に集中した打撃でないと破壊することができないほどに頑丈。ナメック星人を捕らえた後、悟飯たちと戦闘を行い、捕獲してビッグゲテスターに連行した。その後、気を開放したピッコロの放った全方位エネルギー波で一気に吹き飛ばされ全滅した。
誘導ロボット
声 - 小林俊夫
ビッグゲテスター内に捕らえられた人間を所定の場所に誘導するロボット。悟飯たちから生命エネルギーを取り出そうとした際に「あなた方をすり潰します」と宣言した後、「感謝するように」と尊大な態度を取る。大きさは人間の大人の半分ほどだが、ヤジロベーのパンチをものともしない装甲に加え、悟飯やクリリンたちをも片手で引っ張るほどの力を有している。頭部が開いて内部の回転式アンテナを伸ばし、そのセンサーで侵入者を感知する機能も備えている。ヤジロベーを回転鋸で切り刻もうとするが、メタルクウラ・コアの損傷により機能を停止し他のメタルクウラ共々自爆した。

## スタッフ
- 製作総指揮 - 今田智憲、茅野力造
- 原作 - 鳥山明
- 企画 - 森下孝三、清水賢治、金田耕司、週刊少年ジャンプ
- 製作担当 - 末永雄一
- 脚本 - 小山高生
- 音楽 - 菊池俊輔
- 撮影監督 - 片山幸男
- 編集 - 福光伸一
- 録音 - 二宮健治
- 美術監修・設定 - 池田祐二
- 美術監督 - 谷口淳一
- 作画監督 - 前田実
- 監督 - 西尾大介
- 作画監督補佐 - 佐藤正樹
- 原画 - 中鶴勝祥、佐藤正樹、稲上晃、長谷川眞也、福田道生 他
- 宣伝協力 - フジテレビ

## 主題歌
オープニングテーマ - 「CHA-LA HEAD-CHA-LA」
作詞 - 森雪之丞 / 作曲 - 清岡千穂 / 編曲 - 山本健司 / 歌 - 影山ヒロノブ
オープニングの映像はTVシリーズ第118話以降のものを採用している。
エンディングテーマ - 「HERO（キミがヒーロー）」
作詞 - 佐藤大 / 作曲 - 清岡千穂 / 編曲 - 山本健司 / 歌 - 影山ヒロノブ、YUKA

## 映像ソフト
いずれも東映ビデオより発売。
- VHS・LD
1992年10月9日に発売。
- DVD
  - DRAGON BALL 劇場版 DVDBOX DRAGON BOX THE MOVIES
2006年4月14日発売。
  - DRAGON BALL THE MOVIES #06 ドラゴンボールZ 激突!!100億パワーの戦士たち
2008年11月14日発売。
- Blu-ray
  - DRAGON BALL THE MOVIES Blu‐ray ♯03
2018年11月2日発売。

## 関連書籍
- ジャンプ・アニメコミックス ドラゴンボールZ 激突!!100億パワーの戦士たち - 集英社、1992年7月6日、ISBN 4-8342-1182-7

## 受賞歴
- 第10回ゴールデングロス賞優秀銀賞[17]